# 江涛 (天文学家)
江涛（1929年—2009年3月26日），男，江苏扬州人，华裔天文学家。 

## 生平
1929年出生于江苏扬州。1944年赴法国求学，后又去英国。大学毕业后在伦敦大学天文台工作，同时继续攻读博士。1962年获得天文博士学位。1970年应爱尔兰都柏林丹辛克天文台（Dunsink Observatory）之聘，任该台副台长兼教授，直至退休。1977开始将《天文学报》翻译成英文，向全世界发行。此后长期担任CAA和ChJAA的编辑，致力于将中国天文学成果介绍给西方同行。

## 纪念
第3751号小行星以他的名字命名。